# Вид памятника Петру I на Сенатской площади в Санкт-Петербурге
«Вид памятника Петру I на Сенатской площади в Санкт-Петербурге» — картина В. И. Сурикова, написанная (в двух версиях) в 1870 году. Считается первой самостоятельной работой художника, выполненной в период обучения в петербургской Академии художеств. Оба варианта близки, но не идентичны: различия касаются композиционного и цветового решения. Более ранняя версия находится в собрании Красноярского государственного художественного музея имени В. И. Сурикова, более поздняя — в Государственном Русском музее.

## История

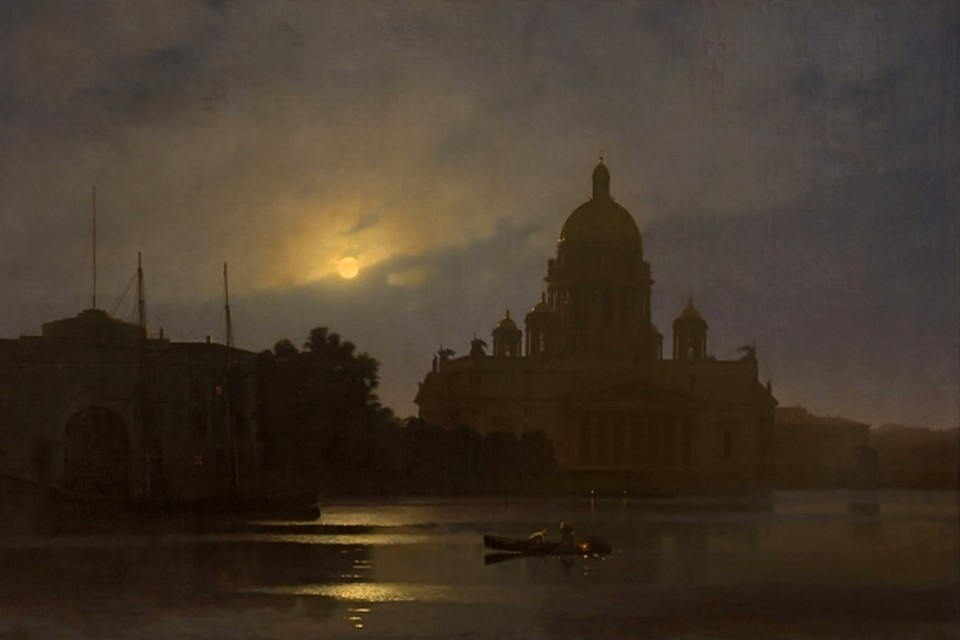
А.И. Куинджи. Вид Исаакиевского собора при лунном освещении (1869). Смоленская художественная галерея

В 1869 году Василий Суриков приехал из родного Красноярска в Петербург, чтобы поступать в Академию художеств. Изначально принятый вольнослушателем, вскоре он стал полноправным студентом Академии, всего за несколько месяцев выполнив программу трёх лет обучения. В том же году он впервые посетил ежегодную академическую выставку, где в числе прочих работ выставлялась картина А. Куинджи «Вид Исаакиевского собора при лунном освещении». 
В следующем году Суриков исполнил первую значительную живописную работу на сходный сюжет — «Вид памятника Петру I на Сенатской площади в Санкт-Петербурге». Сам Суриков так писал о ней в письме к матери: «Теперь пишу картину, думаю поставить на годичную выставку у нас в Академии. Картина эта изображает Исаакиевский собор и памятник Петру Великому при лунном освещении. Она у меня выходит довольно удачно, и многие художники отзываются о ней в мою пользу». Как и рассчитывал художник, картина была выставлена на Академической выставке, открывшейся 29 сентября. Кроме того, она была воспроизведена в «Художественном автографе», издававшемся санкт-петербургской Артелью художников. Много лет спустя, в 1913 году, Суриков будет вспоминать: «А первая моя собственная картина была: „Памятник Петру I при лунном освещении“. Я долго ходил на Сенатскую площадь — наблюдал. Там фонари тогда рядом горели, и на лошади — блики. Её Кузнецов тогда же купил. Она тоже в музее красноярском теперь».
В том же 1870 году Суриков написал повторение этой работы, которое ныне находится в Государственном Русском музее. В. С. Кеменов, задаваясь вопросом, почему художник дважды написал одно и то же произведение (чего никогда не делал ни до того, ни после), высказывает предположение, что причиной этому была неудовлетворённость Сурикова первой версией и желание (по его собственным словам) «на следующий раз … лучше написать картину». Как можно заключить на основании писем художника родным, этюды к картине он, вероятно, делал в зимнюю пору на рубеже 1869—1870 годов, а писал её летом и осенью 1870 года, не имея возможности сопоставить своё произведение с натурой, то есть с заснеженной площадью. Лишь в конце 1870 года Суриков смог вновь увидеть зимний пейзаж Исаакиевской площади и с натуры, а не по этюдным заготовкам, написать «сложнейшие рефлексы света на снегу».

## Описание
В этой работе Сурикова отразились его первые впечатления от Петербурга: молодого художника, приехавшего в столицу из сибирской глуши, не мог не поразить величественный облик города. Кроме того, в ней впервые обозначились две темы, которые будут играть важную роль в творчестве художника на протяжении всей его жизни: личность и эпоха Петра I и противостояние воли властителя и текущей по своим законам обыденной жизни. Пётр здесь предстаёт, по словам Ф. С. Рогинской, «в образе романтически трактованного „медного всадника“ Фальконе».
В. С. Кеменов отмечает, что первую, красноярскую версию картины отличает художественная цельность; она вполне удалась молодому студенту. В ней нет признаков увлечения чисто формальными задачами пленэра и освещения, главной остаётся общая выразительность пейзажа. Т. В. Постникова обращает внимание на то, что в этой ученической работе уже присутствуют характерные черты живописи Сурикова: внимание к энергии жеста, «сгущённость» пространства (на самом деле Исаакиевский собор в большей степени удалён от памятника Петру I) и особая режиссура света: противопоставление призрачного сияния луны и рукотворных огней, затепленных людьми. Она отмечает, что Суриков, как никто из современников, умел писать живой огонь, и что метафорика огня в его произведениях сложна и многообразна. Так, в картине «Вид памятника Петру I» огни фонарей — «островки тепла и уюта в зимней зловещей ночи». Они же служат художнику и для передачи пространственных отношений: если на первом плане фонари хорошо заметны и ярки, то в глубине, у стены собора, они превращаются в еле мерцающие огоньки, а ещё дальше, в глубине улицы по ту сторону площади, — в крохотные точки. Сам медный всадник на фоне тёмно-синего ночного неба и Исаакиевского собора кажется стремительным, как бы летящим; его вытянутая вперёд рука словно указывает путь луне и облакам, а перед ним — пустое пространство. Запряжённые в сани и кареты лошади идут не в том направлении, куда устремлены Пётр и его конь; жизнь властителя и жизнь простых людей протекают будто в разных пространствах. Примечательно, что тени от саней, извозчика и фонарных столбов художник пишет не серой краской, а передаёт цветом: голубым и голубовато-сиреневым.
Второй, более поздний вариант картины, не является точным повторением первого: Суриков взял иную точку зрения — выше и дальше от памятника — и, по мнению В. С. Кеменова, лучше передал воздух, окутывающий массив Исаакиевского собора и связывающий его части в единое целое. Кеменов также отмечает, что в этой версии художника «особо увлекает задача передать борьбу двух освещений». Лунный свет стал ярче; увеличились освещённость неба и снега, тогда как силуэты собора и статуи, напротив, стали темней. Гранитная скала, на которой стоит конь, не покрыта инеем, а оставлена тёмной. Кроме того, возросло число пешеходов. Сани отбрасывают на снег тень синего цвета; на неровной поверхности снега — розовато-голубые отсветы. В. Б. Розенвассер, характеризуя первый вариант картины как «нарочито романтический», полагает, что второй более удачен: в нём более естественно написано небо, эффект лунного света передан спокойнее, выразительней пространственные градации. Он также считает, что своими достоинствами и точностью цветовых решений картина обязана давним, красноярским живописным опытам Сурикова на открытом воздухе и его привычке к постоянному наблюдению натуры.